# Mratín
Mratín (německy Mratin) je obec v okrese Praha-východ v Středočeském kraji. Rozkládá se asi sedmnáct kilometrů severovýchodně od centra Prahy a devět kilometrů západně od města Brandýs nad Labem-Stará Boleslav. Žije zde přibližně 1 400 obyvatel (v roce 2006 jich bylo 760).

## Historie
První písemná zmínka o obci pochází z roku 1372.

## Obyvatelstvo
| Rok            | 1869 | 1880 | 1890 | 1900 | 1910 | 1921 | 1930 | 1950 | 1961 | 1970 | 1980 | 1991 | 2001 | 2011  | 2021  |
| -------------- | ---- | ---- | ---- | ---- | ---- | ---- | ---- | ---- | ---- | ---- | ---- | ---- | ---- | ----- | ----- |
| Počet obyvatel | 530  | 658  | 781  | 748  | 764  | 717  | 905  | 641  | 626  | 584  | 541  | 538  | 570  | 1 256 | 1 464 |
| Počet domů     | 54   | 59   | 63   | 68   | 81   | 81   | 128  | 141  | 134  | 144  | 142  | 178  | 182  | 362   | 418   |

## Obecní správa

### Územněsprávní začlenění
Dějiny územněsprávního začleňování zahrnují období od roku 1850 do současnosti. V chronologickém přehledu je uvedena územně administrativní příslušnost obce v roce, kdy ke změně došlo:
- 1850 země česká, kraj Praha, politický okres Karlín, soudní okres Brandýs nad Labem[6]
- 1855 země česká, kraj Praha, soudní okres Brandýs nad Labem[6]
- 1868 země česká, politický okres Karlín, soudní okres Brandýs nad Labem[6]
- 1908 země česká, politický i soudní okres Brandýs nad Labem[7]
- 1939 země česká, Oberlandrat Mělník, politický i soudní okres Brandýs nad Labem[8]
- 1942 země česká, Oberlandrat Praha, politický i soudní okres Brandýs nad Labem[9]
- 1945 země česká, správní i soudní okres Brandýs nad Labem[10]
- 1949 Pražský kraj, okres Brandýs nad Labem[11]
- 1960 Středočeský kraj, okres Praha-východ[12]

### Obecní symboly
Znak a vlajka byly obci uděleny rozhodnutím předsedy Poslanecké sněmovny Parlamentu České republiky dne 19. ledna 2007.

## Společnost
V obci Mratín (711 obyvatel, četnická stanice) byly v roce 1932 evidovány tyto živnosti a obchody: autodoprava, biograf Sokol, cukrovar Schoeller, 2 holiči, 4 hostince, kolář, dělnický konsum, kovář, 2 krejčí, mlýn, obuvník, palivo, pekař, 9 rolníků, 2 řezníci, 6 obchodů se smíšeným zbožím, 2 trafiky.

## Sport
- Fotbalový klub Sparta Mratín[15]
- Sokol Mratín

## Doprava
Dopravní síť
- Pozemní komunikace – Obcí prochází silnice II/244 Líbeznice - Mratín - Kostelec nad Labem - Všetaty - Byšice.

- Železnice – Železniční trať ani stanice na území obce nejsou. Nejbližší železniční stanicí jsou Měšice u Prahy ve vzdálenosti 3 km ležící na trati 070 v úseku z Prahy do Neratovic.

Veřejná doprava 2011
- Autobusová doprava – Příměstské autobusové linky projíždějící obcí vedly do těchto cílů: Kostelec nad Labem, Praha-Letňany (dopravce Dopravní podnik hl. m. Prahy, a. s.), Brandýs n.L.-St.Boleslav, Kostelec nad Labem, Odolena Voda, Praha (dopravce ČSAD Střední Čechy, a. s.).

## Pamětihodnosti
- Zámek Mratín z 18. století
- Kaple svatého Michaela
- Kaple svatého Františka Xaverského[16] na jihovýchod od vesnice

## Další fotografie

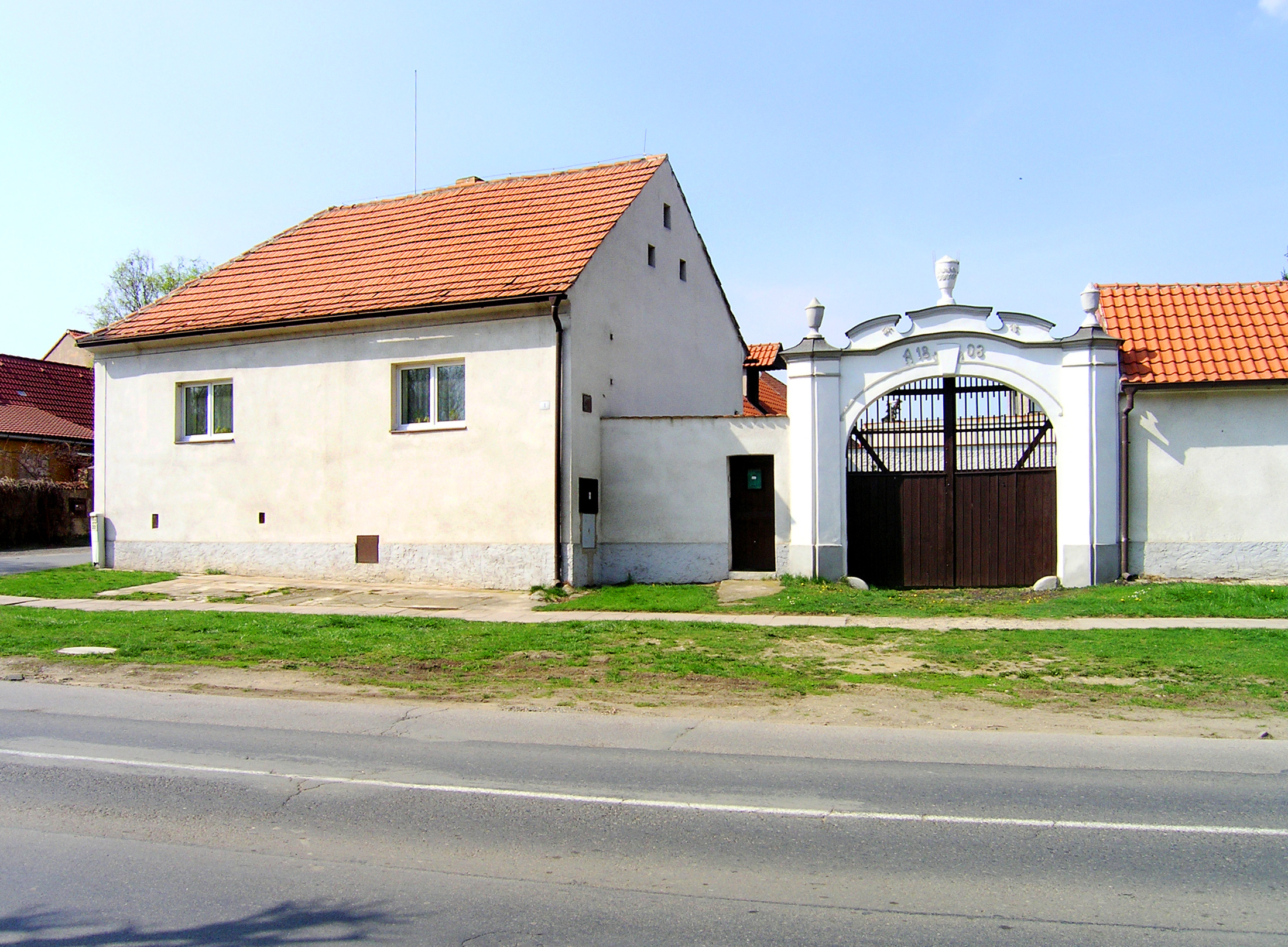
Statek
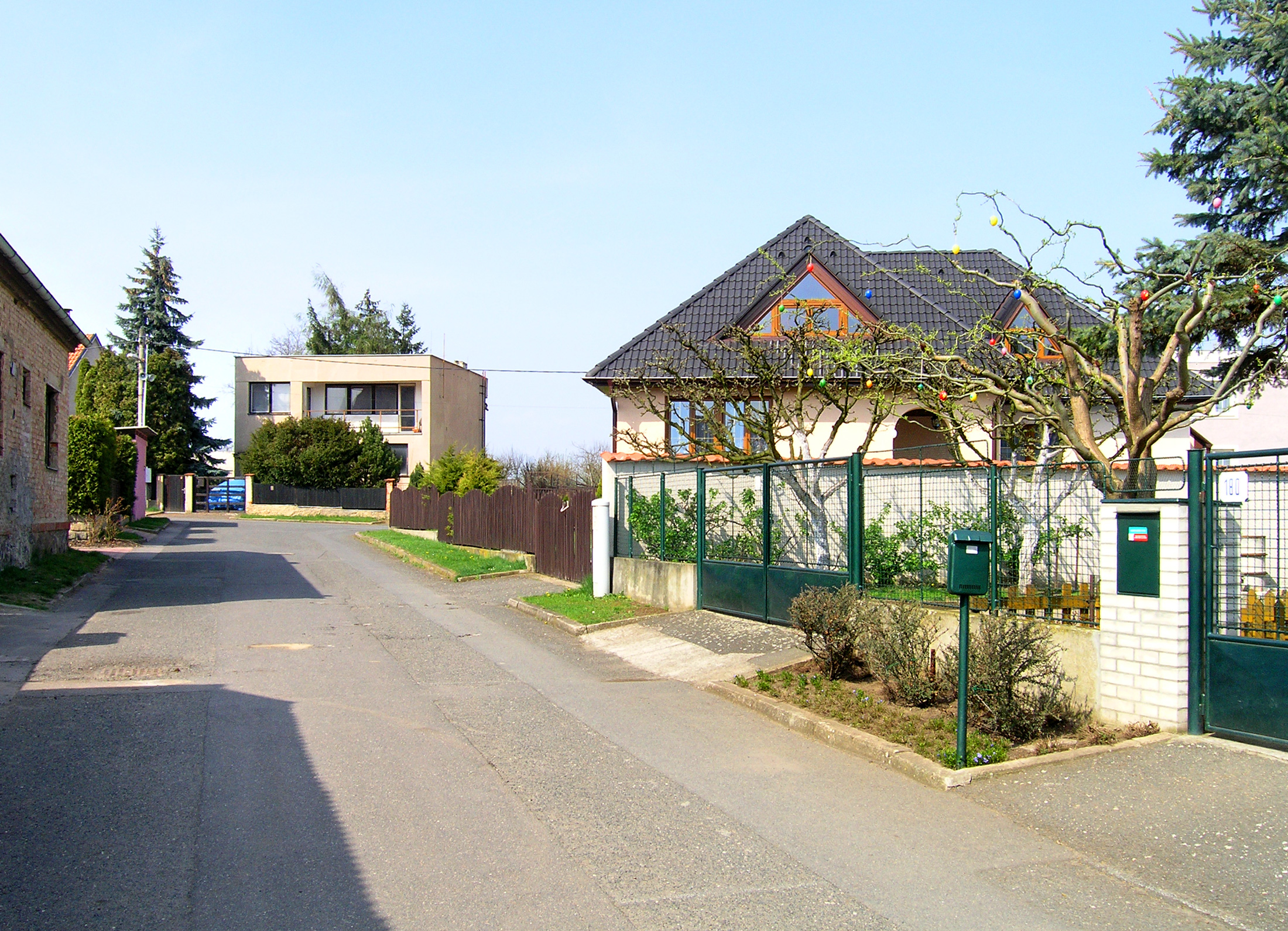
Spojovací ulice
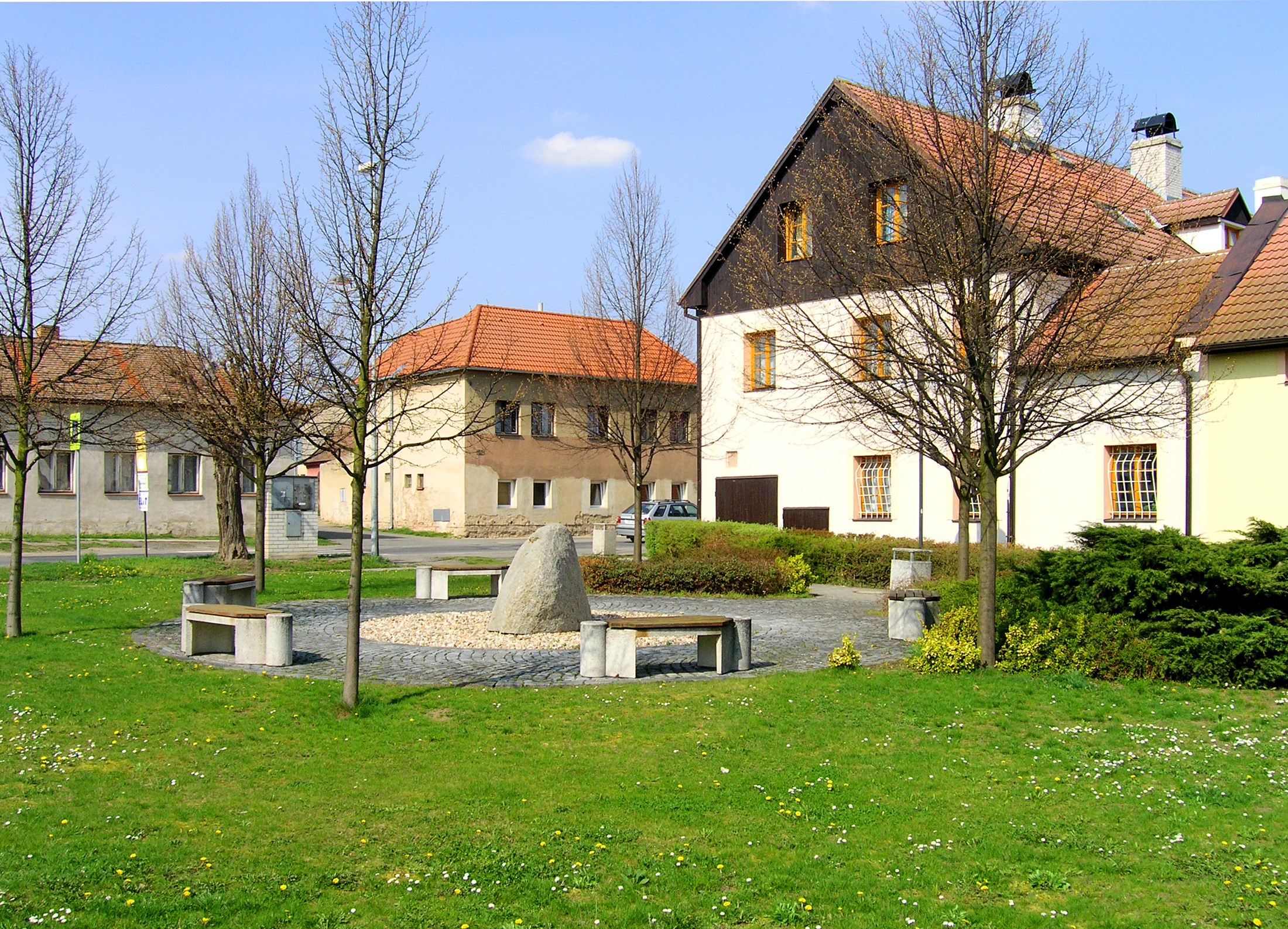
Náměstíčko
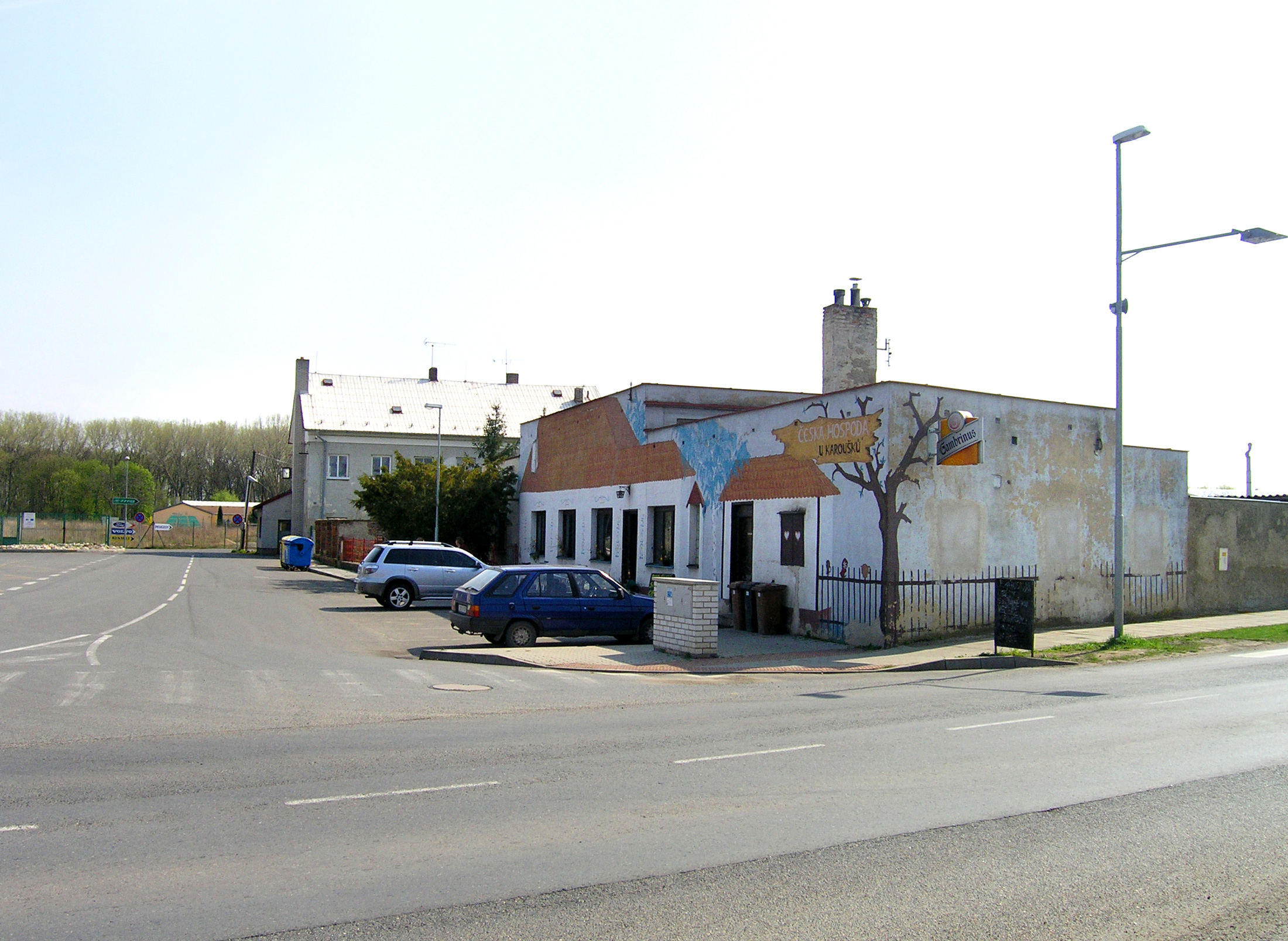
Bývalý cukrovar
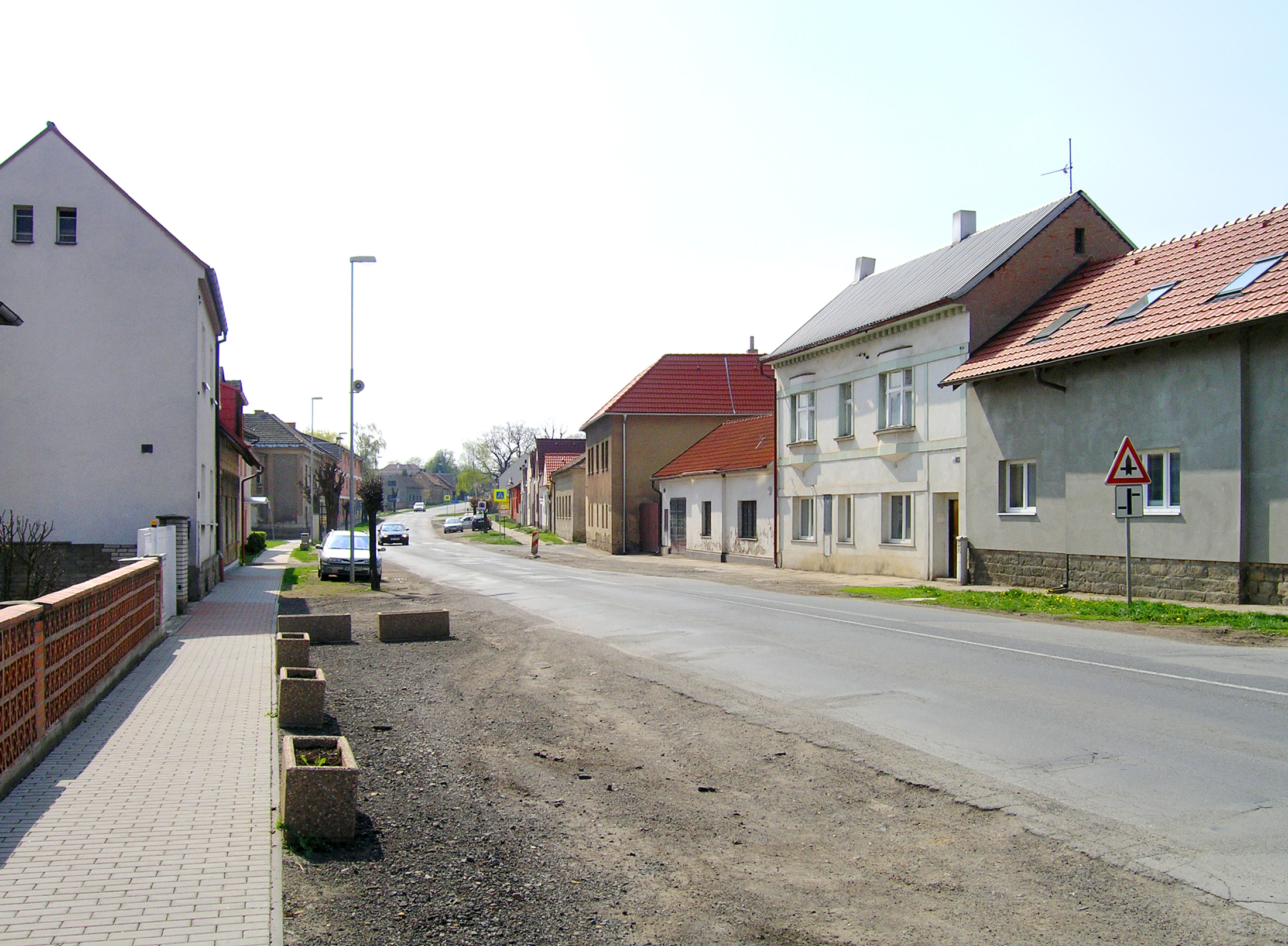
Kostelecká ulice
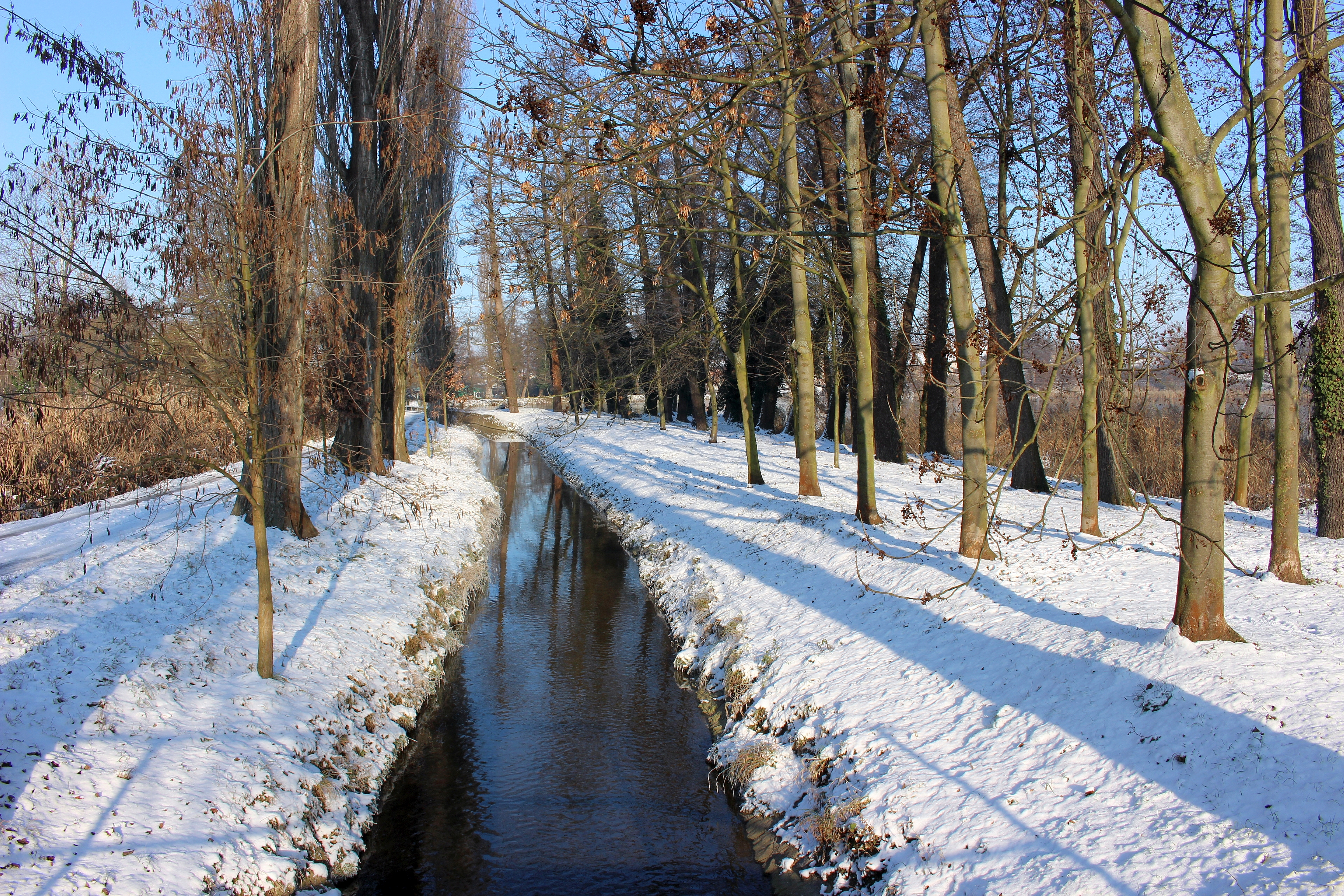
Mratínský potok
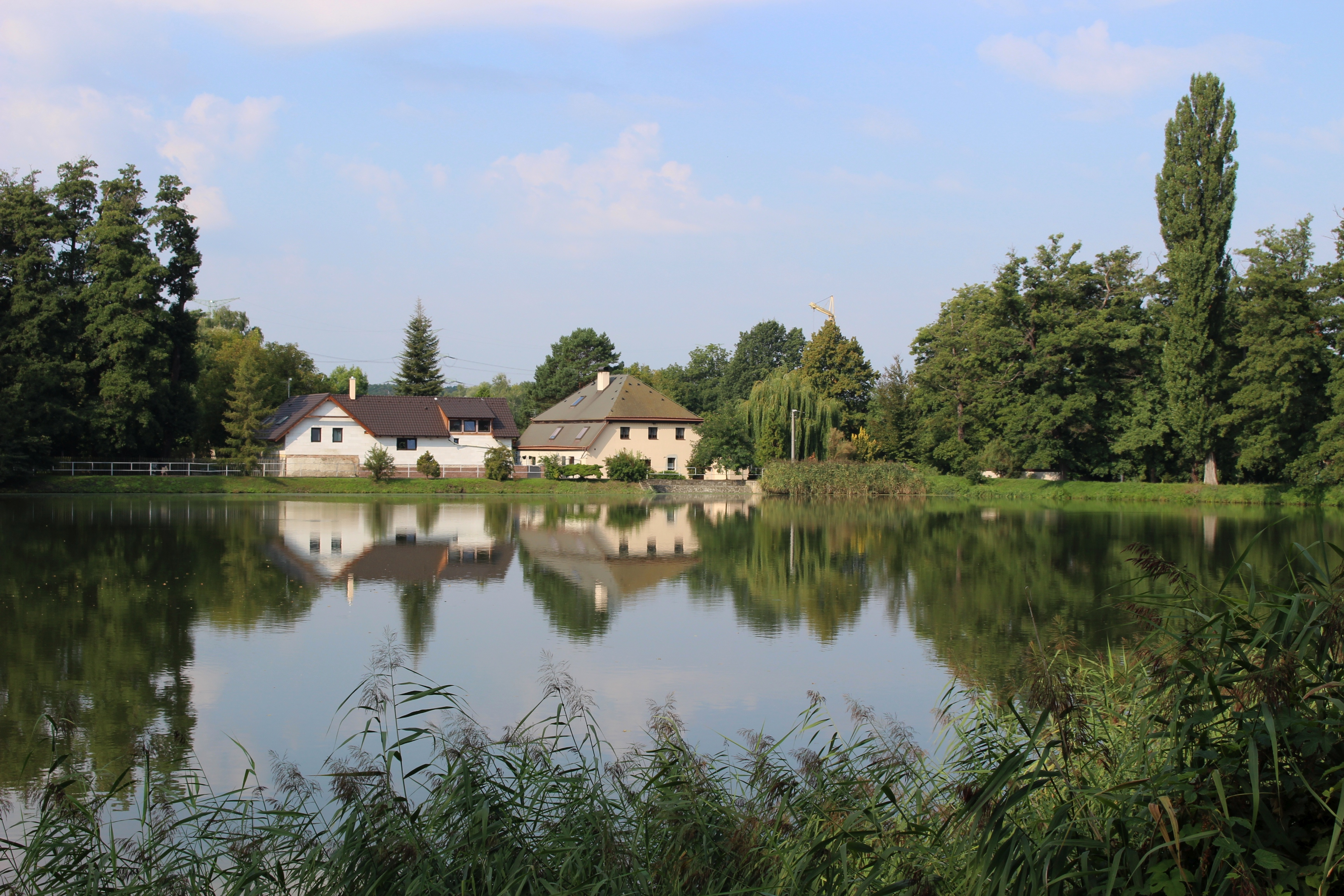
Mratínský rybník s mlýnem